# バトルスピリッツ ソードアイズ
『バトルスピリッツ ソードアイズ』は、2012年9月9日から2013年9月8日まで、テレビ朝日系列で毎週日曜7:00 - 7:30（JST）に全50話が放送された、メ〜テレ・サンライズ制作の日本のテレビアニメ作品。2013年4月7日放送分（第30話）より、タイトルとロゴが『バトルスピリッツ ソードアイズ激闘伝』（バトルスピリッツ ソードアイズげきとうでん）に変更された。
キャッチコピーは「バトスピは今 神話になる」。

## 概要
トレーディングカードゲーム『バトルスピリッツ』を元にしたテレビアニメシリーズの第5弾で、同時にシリーズ5周年記念作品としても位置付けられている。前作『バトルスピリッツ 覇王』における物語の舞台である、現代と近似した時代から一転して、本作品では第2弾である『少年激覇ダン』と同様に、ファンタジックな異世界での冒険物語を描く。また本作品はカードゲーム・エピソード【剣刃編】を下敷きとして新たに取り入れており、過去に登場したほとんどのスピリットは光、または闇の勢力に属する存在としてリメイクされており、系統、レアリティ、大きさ、色違いして現れている。
スタッフは例年同様、キャラクターデザイナーを一新した以外は、概ね前作同様の布陣で制作されている。キャストも主要な声優陣のうち数人は歴代バトスピアニメ出演経験者で固められた。一方で番組フォーマットは、前作まで恒例となっていたOP前のアニメ視聴の注意事項パートが廃され、アヴァン→OP→Aパート→CM1→Bパート→今回のキーカード→CM2→次回予告→EDという流れにに変更された。文字多重放送でありながらその中の字幕ではツルギの台詞は黄色だが、放送当時、水色で表記される登場人物は毎回異なっていた。
DVDは前作までとは異なり単品では販売されず、事前予約1000セット以上で生産決定となる完全受注限定生産盤となった。予約数は無事定数に達し、発売された。
バトルスピリッツ10周年を記念し、2017年10月25日から11月24日まで行われた、各アニメシリーズをテーマとしたデッキのうち商品化を決める投票では2位となった。
2021年4月7日から9月22日まで、YouTube「BN Picturesチャンネル」にて毎週2話ずつの全話無料配信を実施。

## あらすじ
光と闇が永久に戦い続ける定めにある異世界『レジェンディア』。世界最大の国家『アトランティア』の王『アトライオスII世』の崩御で動乱が勃発、国は闇に覆われ、二人の王子のうち一人は急進派により次代王となり、弟王子は行方不明となってしまった。
それから14年、辺境、石の大陸『パシフィス』に住む少年・ツルギは、ひょんなことから『ソードブレイヴ』の一つ『輝きの聖剣シャイニング・ソード』を手に入れた事から、12本のソードブレイヴを巡る光と闇の戦いに巻き込まれる。
やがてツルギは自身の出生にまつわる秘密を知り、仲間と共に冒険の旅に出る。

## 登場人物

### 主要人物
ツルギ・タテワキ
声 - 皆川純子
所有Xレア：輝龍シャイニング・ドラゴン、光輝龍皇シャイニング・ドラゴン・アーク、龍輝神シャイニング・ドラゴン・オーバーレイ、闇龍ダーク・ティラノザウラー、ソードディスティニー
所有ソードブレイヴ：輝きの聖剣シャイニング・ソード、暗黒の魔剣ダーク・ブレード、白夜の宝剣ミッドナイト・サン(一時的にヤイバより託される)
本作品の主人公。14歳。光と闇の赤きソードアイズ。気合を入れる時に「やる、やるべし！」と叫ぶのが口癖。 特技はスケボーで、そのプロになるのが夢。辺境の地パシフィスで石工のタテワキ老夫妻の元で育てられた正義感に溢れる熱血少年。基本的に明るくやんちゃな性格で当初は目の前の問題だけを解決しようと考えなしに動くことが多かったが、冒険の中で世界の広さ、ヤイバの考え方を理解し成長していき、先を見据えた行動を取るようになっていく。その中でヤイバの配下であるゴーディやブラウに対し仲間に誘い、少なからず彼らに感銘を与えた。
バトスピに関しては全くの素人。実質初陣となる二回目のバトルでは、後攻から追加されるコアステップを飛ばしかけブリンガーに指摘されていた。バトルでも低級・中級スピリットを擁しキースピリットを召喚するというワンパターンな戦い方で、フラッシュタイミングを活用していなかったが、ブリンガーとの練習や実戦で徐々に戦い方を覚えて行く。
ある時納屋に仕舞ってあったカプセルから聖剣状の赤のソードブレイヴ「輝きの聖剣シャイニング・ソード」を手に取るのと同時に右目に光のソードアイズの紋章を発現、自身がアトランティアの第二王子であることを知らされ、母であるグレナダを救うためにブリンガーと共に旅立つ。
ザムーラでヤイバ達の策略によりブリンガーとバトルするも敗北しソードブレイヴを渡した直後、ソードアイが消失し空間に引きずり込まれストークへ転移。目覚めた後、かつての光の白のソードアイズであったヴァルガスの試練に打ち勝ち、「暗黒の魔剣ダーク・ブレード」を託され、闇の赤きソードアイズが覚醒。デッキも「星竜」を主体にしたものから闇の赤デッキへと変え、系統：「地竜」へ変化する。その直後に元赤の軍の残党らと会い彼らと行動を共にする。
そして仲間たちと合流し、ブリンガーの中に隠されていたソードアイが再びツルギに移り、双眼のソードアイズとなった。すべてはグレナダが絡んでおり、ヤイバから自身を護るためであると悟り感謝の言葉を述べている。その後、赤の軍の残党が捕獲したゴーディとのバトルで、彼に昔の想いを思い出させ仲間に入れることになり、彼や仲間たちと共に、捕まったソラやハクアを救うべくアトランディアへ戻り、ヤイバを近くで見るべくその軍門に下り、そこから真実を垣間見る。ブリンガーからアトランティアの歴史の話を聞き、ヤイバが王として上から物を見るなら「自分は地面から立って上を見る」と宣言する。
そんな中でアトライオスII世についての真相を知り、新たに作り上げた光と闇の混合デッキで、実父を殺めたガルドスとバトルをし勝利後、ヤイバから「龍輝神シャイニング・ドラゴン・オーバーレイ」を託される。神との最終決戦でジャッジメント・ドラゴニスを母から託された「ソードディスティニー」によりトリプルソードブレイヴスピリットとなった「オーバーレイ」で相討ちに持ち込み守り刀の最後の一撃で神に勝利した。
最終決戦後は実母のグレナダや実兄のヤイバとは離れ、再びタテワキ老夫妻と共に暮らし、呼び捨てにしていたヤイバを「兄さん」と呼ぶようになった。
デッキはブリンガーから譲られた系統：「星竜」をメインに据えた光の赤デッキ。BP破壊効果を赤の「強化」を持つスピリットで上限を上げて、相手スピリットを破壊して行くデッキである。闇のソードアイズが覚醒してからは、「地竜」をメインとした闇の赤デッキであり、色を変えれるスピリットや赤以外のシンボルを持つネクサスを使って、「連鎖」を発揮させて行くデッキである。双眼のソードアイズとなって以降、キースピリットなどの召喚の度にコアトルーパーが入れ替わるようになる。
白夜王ヤイバ（びゃくやおうヤイバ）
所有Xレア：闇皇ナインテイル・ダーク、黒天狐ネガ・ナインテイル、黒皇機獣ダークネス・グリフォン
所有ソードブレイヴ：白夜の宝剣ミッドナイト・サン
声 - 緑川光 / 嶋村侑（幼少期）
闇の白きソードアイズにして現・アトランティアの若き王。ツルギの実兄。彼よりも3歳年上の17歳。ソードブレイヴの覚醒を遠方から感知し、妖術も使う。ソードブレイヴとは別の長剣を携えている。バトルでは系統：「機獣」をメインに据えた闇の白デッキを使う。
冷徹かつ非情なエゴイストで、命令違反のゴーディを処刑しようとしたり、敵である光のソードアイズも自身の配下に座すべきと語るなど傲慢な性格。先代国王亡き後赤の軍を率いて叛乱を起こしそのまま王位を継ぎ、「帝王学」を学び現アトランティア王としてすべてのソードアイズを手中に収め世界支配に乗り出す。
スティンガーとのバトルを終えたツルギの前に幻影で現れ、ソードブレイヴの力を自分の物にすると宣言。後に王宮でツルギと14年振りに再会。ツルギに彼の進退と母であるグレナダの安否を賭けてバトルを提案、圧倒的な実力差を見せ付けて勝利した。また、ツルギが旅立つことで彼の周囲に光のソードアイズが集まると考えている。光のソードアイズを確保するために各国に使者を送り、光のソードアイズが騒乱の元であるとして見つけ次第捕縛するように命令している。レムリオンでバトルを行っていたツルギとゴーディの前に現れ、ゴーディを確保し自身の命令を無視し独断行動に走った事を咎めて処刑しようとしたが、ガルドスに止められている。ツルギとの二度目のバトルでも完勝した上、ツルギの考えの浅はかさを厳しく指摘した。後に「双眼のソードアイズ」に覚醒したツルギの「王であるヤイバの視点から見た世界を知りたい」という要求に応え、王政に彼を同行させている。
ソードアイズの確保は壮大な計画の一部に過ぎず、当初ツルギには、裁きの神剣を手に入れ、世界を支配することで世界は安定すると語り、ジャスティスらも知りえない「神」の謎について知っている。ツルギに真意を問われ、王宮地下に建造している方舟でこの世界の民を乗船させ、更に裁きの神剣により神を斬るという目的を明かした。また、その行動は、悪戯に人民を煽り、犯罪に走らせないようにという配慮だったことも明かされている。
しかし、ガルドスによって失敗に終わり、自身も断罪の滅龍ジャッジメント・ドラゴニスの前に敗北。それでも決着をつけようとしたが、ツルギに止められた上にツルギとのバトルでも敗北。バトルの中でのツルギからの言葉を聞いた事でツルギを信じサポートする道を選び、自身のソードブレイヴである、ミッドナイト・サンを託した。最後には「実は余にも夢ができた」と語っている。

### ツルギと仲間たち
ツルギ・タテワキ
ツルギ・タテワキを参照。
ブリンガー
声 - 諏訪部順一
所有Xレア：光龍騎神サジット・アポロドラゴン、金牛龍神ドラゴニック・タウラス
旧王国派のカードバトルロイド。見た目は精悍でマッシブな青年。形式番号『BS0012』。14年前にヤイバが即位した年に生産された初期のドロイドであり、サモハンによると「恐怖政治の象徴」と言われる。その後新型であるスティンガーが配置された際、同胞たちは廃棄されており、カマータには同型のドロイドが多数流れてついている。マサムネから譲られたサイドカーの運転を担当しツルギを連れて世界各地を巡る。ツルギのデッキは本来彼のものである。
ソードアイズの運命に目覚めたツルギに呼応するかのように現れ、以後バトルの手順やバトルの相手などを務めつつ、旅を共にする。自立思考ロボットなので行動パターンは非常に実直かつ生真面目。言葉遣いにも性格が現れており、肯定する場合「ブリンガーは了解した」など固い口調で喋る。カードの検索機能を持ち、バトスピに関して素人であるツルギの補佐も行う。通信能力を持ちエクストリームゾーンにいるツルギにアドバイスを送り、バトルの様子をリアルタイムで投映し音紋を解析することで飛行艇の判別なども出来る。また戦闘能力を有し、腕を回転させてのパンチも可能。
14年前グレナダの命を受けアトランティア城から赤子であったツルギを連れて脱出し、その後出会ったタテワキ夫妻にグレナダの映像を見せ夫妻にツルギを預けた後、自身は機能を停止していた。「ツルギを護る」ことが最優先事項となっているため、身を呈して彼を護ろうとする。また、ソラによると一般的なアトランティア製のドロイドは人間を見下しているが、ツルギの補佐を行なう姿や他の人間とも対等に話すドロイドは珍しいという。その一方リボン結びは苦手。22話ではエプロンを付けてフライパンを持っていた。
自身のデッキはツルギに譲ったが予備デッキを所有しており、彼の練習相手を務めている。
情報収集を行なうために王宮に出向くが正体が露見して幽閉された。ツルギに助けられて王宮を後にするが、プログラムが仕込まれており、ザムーラでツルギがグレナダと接触した際にツルギを襲い、彼とバトルをすることになる。バトル後ブラウにより破壊されたが、ハガクレとスオウ（とロン）により回収されカマータで、ブリンガーMk-2としてこの際、書き換えられたプログラムは彼自身により壊された。
幽閉の際グレナダの魔術によりソードアイズを一時的に保有できる力を持つようになり、ツルギがストークに飛ばされた時は光の赤きソードアイズを、裁きの神剣の儀式の際は闇の赤きソードアイズ及びデッキを一時的に受け継ぎバトルに挑む。最終決戦ではブリンガーMk-3となり、カラドボルガーを破壊し神の鉄槌を引き連れて行ったが、「自分にはまだ夢がある」ことでツルギたちの下へ戻った。その夢とは「ツルギとヤイバが仲良くバトスピをやること」である。
囚われの身になったり、ツルギと離ればなれになることも多かったことため演じる声優から「真のヒロイン」と称された。
キザクラ・ククリ
声 - 堀江由衣
所有Xレア：大天使ララファエル
所有ソードヴレイヴ：光翼の神剣エンジェリック・フェザー
光の黄なるソードアイズ。光の「天霊」デッキを使う。
普段から笑顔が絶えず明るく騒がしい性格であるが、幼少期は天涯孤独の身の上で、食う物にも困る過酷な生活を送っていた反動からである。仲間思いであり、単身で王宮に乗り込むなど大胆な一面も持つ。無類のお菓子好きで、お茶入れと菓子作りが得意。同好の少女たちと共に結成した「スイーツメイツ」なるサークルの社長。
アトランティアに向かう船上でツルギと出会い、ソードアイズ同士で共鳴したことで事情を察知、彼に興味を持つ。ツルギとジャスティス立花のバトルの中でツルギが言った決意表明に共感を抱き、行動を共にするようになる。ソードブレイヴを手に入れた直後のバトルでヤイバの政策が昔自分たちから理不尽に奪っていった大人たちと同じ行いであること、ツルギの決意が自身の決意と似ていることに気付き、本格的に協力する決意を固めた。自身が光のソードアイズであるという自覚があるが、あまり興味を持っておらず騒がれる事について不満を感じていた。当初はソードブレイヴを所持していなかったが、故郷メガラニオンにてゾンネンブルーメで手に入れる。光のソードアイズが各国で要注意人物に指定された後は、業務に差し支えるという理由で社長の座をコガネに譲ろうとしたが、彼女たちの言葉でひとまず社長代行として社を託すことにした。
杖はかつて三賢者暗黒戦士ボンバーから託されたもの。本来ならば将来彼女は新たなソードアイズの保持者の母となるはずであった。
ハガクレ・シドー
声 - 福山潤
所有Xレア：光牙鳳凰レックウマル
所有ソードヴレイヴ：疾風の双刃カムイ・ハヤテ
レムリオンの外れにあるコルガに住むヤマビコ忍法を操る光の緑のソードアイズ。見た目も忍者っぽい。ノリが良く陽気な性格。忍者らしく語尾に「〜ゴザル」や「〜ニン」と付けて話す。親友である怪鳥「疾風丸」に乗って移動する。自分が忍の落ちこぼれであり、手っ取り早く上忍になりたいという短絡的な理由からソードブレイヴと裁きの神剣を探している。ただし精神年齢はツルギより子どもで、忍者としてもカードバトラーとしてもその実力は些か心許ない。ウィリディス山にあるという「伝説の緑の刀」の話を聞きつけ、同じく山を登っていたツルギと出会う。当初はツルギを出し抜こうとして、罠にかけたが吊り橋から落ちかけた際に助けられている。ツルギから協力を求められるが、自身の目的からそれを断っている。しかしゴーディがツルギを捕まえるために森を焼き払うという所業に出た際、彼が自分と同じく怒りを抱く姿に共感を抱きゴーディに連行にされそうになったツルギに助太刀をしている。
ツルギが王宮へ自ら捕縛されに行った際、コルガがアトランディアに襲撃されていると連絡を受けキザクラとスオウと共に故郷へと赴く、その途中緑神の霊木で幼馴染の少女忍者コノハに出会う。そしてコルガに向かおうとするとリローヴの襲撃を受け、リローヴからスオウを護るべく立ちふさがると緑神の霊木が輝きハガクレ、リローヴ、スオウを吸いこんでしまう。内部で緑のソードブレイヴ「カムイ・ハヤテ」を手にいれリローヴとバトルしこれに勝利する。
ガルドスとの最終決戦では方舟（救助船）を奪うべく忍び仲間と共にスティンガー軍団と交戦した。
疾風丸（はやてまる）
声 - 不明
ハガクレの相棒である大鷲。学名「コルガノオオオゾラノツバサ」。ハガクレとは共に助け合い、苦難を共にするなど熱い友情と絆で結ばれている。
ソラ・リュウヨウ
声 - 小野友樹
所有Xレア：戦輝神ゼルドナーグ
所有ソードブレイヴ：蒼海の大剣メイルシュトロム
光の青きソードアイズ。系統：「闘神」をメインに据えたデッキ破壊を得意とする。辮髪に真一文字の切り傷が特徴的な格闘少年。一人称は「私」。寡黙かつ控え目な性格で、「愛」という言葉に反応すると熱くなる。常に厳しい表情をし滅多に笑顔を見せないが甘い物が好物らしく、ツルギが持つ焼き菓子を食べた際には表情を崩している。また、機械と話せるスオウに対し、感涙して「君には愛がある」と言う。職業はドロイド修理工。キザクラの幼馴染みで彼女からは「性格は偏屈だが腕はピカ一」と言われている。その腕前は確かであり「直せない物は無い」と言われるほどの腕前で、周囲からは信頼を寄せられている。「ドロイドと人間は仲間」という信念を持ち、王宮以外の人間やドロイドを見下すザルドーやリローヴに激しい怒りを燃やした。
当初、王宮以外の人間を見下すアトランティアのドロイドに対して良い感情を持っておらず、ツルギにブリンガーの修理を依頼された時も断り街を出ていくように促している。その後ツルギに挑発される形で行ったバトルで敗北したがツルギとブリンガーの絆を認め、約束通りブリンガーを修理している。カマータが復興したこととヤイバが不穏な動きを見せ始めたことで自身の目で世界を巡る名目でツルギ達の後を追いかけ、フルーツシティで合流。落ち着いた性格故かブリンガーと共に一行をまとめ、ブレーキ役を行う場合が多い。
ハクアとアトランディアに捕まった時、脱獄に成功するもガルドスに発見され洗脳されてしまう。
そしてその後、コルガ村を襲撃し、100対1というバトルを行い99人目まで勝利するも、その後ハガクレとのバトルで敗北、捕縛されるハガクレやキザクラに諭されたことにより元に戻りかけるが、スティンガーに回収され再び連れ攫われてしまう。洗脳されているときはトウガラシを口にする。
スオウの復活直後またも洗脳状態でストークに現れ、ツルギ達を連行するべく彼らの前に立ちはだかるが、ソードアイズになったスオウとバトルすることに。彼に敗北した後は黙って立ち去ろうとしていたが、キザクラ特製の激辛クッキーによる荒療治で正気を取り戻す。
ロン
声 - 神田朱未
ソラの弟分で彼を「ソラ兄」と呼んで慕っている。緑デッキの使い手。素直な性格でツルギを補佐するブリンガーに対して「先生みたい」と評している。ソラと共にツルギ達と合流し飛行船の操舵手と整備を務める。ツルギ達が要警戒人物になったのにも関わらず、一人逃れている。かなりの大食漢でチュン婦人も気に入っている。
ハクア・エストック
声 - 釘宮理恵
所有Xレア：槍光機神クーゲル・ホルン
所有ソードブレイヴ：天空の光剣クラウン・ソーラー
ツルギ達がアトランディアで出会ったメガネをかけた少年。ザムーラ産の溶けない氷を売って生計を立てていた。光と闇のソードアイズの戦いに関しては当初は無関心であり、否定的でありメガネで自身のソードアイズを隠していたが、ツルギ達との交流の中で彼らに興味を持ち始め、協力するようになり、ソードブレイヴを手に入れたことで彼らに協力する決意を固めた。
ソラと逃亡を図った際、ガルドスに見つかり洗脳されてしまう。その後王室軍の警備隊長として民衆を慰めており（実際には脅しているようである）、更には一人でツルギ達の拠点へ乗り込むが、そこにいたアマレロがバトルを申し込み、敗れたことにより洗脳が完全に解けた。
白の機人・武装デッキを使用し、見た目とは違いバトルの腕前はかなりのものである。その為であるか、洗脳されツルギ達のアジトに乗り込んだ際、バトルを申し込んだハガクレには「ソードブレイヴを持ってない君が僕に勝てるとでも思ってるの」と言い返し、かなり自信を持ち、傲慢な態度で接していた。
キザクラに淡い恋心を抱いており、ツルギやソラと仲良くする彼女に対して勝手にやきもきしている。
スオウ・ラケルス
声 - 阪口大助
所有Xレア:白蛇帝アルデウス・ヴァイパー
所有ソードブレイヴ：紫電の霊剣ライトニング・シオン
謎に包まれた少年。性格は温厚かつ物静かで、動植物や機械の声が聞ける特技がある。
その正体はリローヴが命を落とした実弟（死因不明）を蘇生させるためにストークの錬金術により、動物の骨と自分の魂で作られた“骨人形”で、右手のグローブの中身は透けているが、完成した彼には記憶が残っておらず、リローヴから「出来損ない」と蔑まれ、壊されそうになったところをツルギに助けられて以降は人へ生まれ変わるために必死の逃避行を繰り返しおり、リローヴから「逃亡者」として追われ続けている。回想からモデルはリローヴの実弟だったことから、無碍に扱われながらも彼のことを「兄さん」と呼び慕うが、拒否される。
その可愛らしさから一度はカマータの富豪チャン家に養子として迎えられ、「嬉しさ」や「幸せ」などの人間的な感情について学んでいたが、そこでの生活より、リローヴとの生活を望んでいるような節もある。ブリンガーが王宮に囚われた後彼を助けたいと思いチャンとの養子関係を解消し、車を降りてツルギ達と合流。ハクアのザムーラ行きを自分の魂を対価にし、中破したブリンガーを救うなど自分なりの行動をする。
41話にて緑神の霊木の光を浴びて瀕死になったリローヴを助けようと、ストークで自分の命と引き換えに彼を救うべく、自らの命を差し出し、一度は命を落とすが、その際初めて彼の気持ちを知ってこれまでのことを悔いたリローヴの涙によって人間として蘇り、右目に光の紫のソードアイズを宿し、最後のソードアイズとして覚醒したが、復活と同時にリローヴを「よくも俺を付け狙ってくれたな」と容赦なく殴り飛ばした上、顔つきや口調・振る舞いも荒く、キツい感じになるなど、ツルギ達も目を疑う程「骨人形」だった頃から性格が大きく変化する。ただし、骨人形だった頃の記憶も残っているが、これまでの回想シーンと殴られた際のリローヴの反応を見る限り、人間だった頃の本来の性格に戻ったらしく、彼のことを「兄貴」と呼んでいる。
復活後は仲間達の頼みをよそにどこかへ立ち去ってしまう。ブラウによってアトランティアのはずれにある闇市にいるらしいと情報が伝えられ、ツルギ達が駆けつけた時には同年代の少年達と徒党を組み、錬金術を使ってチンピラとやり合っていた。再度のツルギの頼みにも首を縦に振らず、「負けたら自分の手下になれ」という条件の元バトルでケリをつけることに。リローヴのことは骨人形になる前から慕っていたものの、当時錬金術の研究に没頭していた彼にはあまり構われず、錬金術の実力も実兄に劣っている事で、自分が「出来損ない」と見られていると思い込み、弟として好きになって貰うことを諦めたという過去や葛藤を抱えていた。「あんな兄貴こっちから見捨ててやった」と強がるものの、バトルの最中ツルギからリローヴと話し合うよう真摯に説得され、敗北した際遂に彼への想いを認め、闇市の仲間に送り出されてツルギ達と旅立つ。
最終決戦後は生まれ変わった世界で工事現場の監督を務めており、リローヴとは離れ、チュン一家の養子に戻った様子。

### アトランティア
白夜王ヤイバ（びゃくやおうヤイバ）
白夜王ヤイバを参照。
ガルドス・ランダル
声 - 速水奨
所有Xレア：滅龍帝ジエンド・ドラゴニス、断罪の滅龍ジャッジメント・ドラゴニス
所有ソードブレイヴ：裁きの神剣リ・ジェネシス
ヤイバの摂政。彼の誕生以前から先代アトランティア王に仕え、教育係を務める傍ら、国政のアドバイスも行っている。その発言から自身はソードアイズでないようだが、カマータへ出向く際、闇の紫のソードアイズ不在の直属部隊である紫部隊を率いた。また、闇の赤き「滅龍」の使い手。その腕前はソードアイズを圧倒する実力を誇り、Xレアである「滅龍帝ジエンド・ドラゴニス」と【超覚醒】を持つ中型スピリット「スレイヴ・ガイアスラ」を巧みに使い分け、それらの効果を組み合わせた回復コンボを得意とする。一方で小型スピリットを全く使用しない。
普段は物腰が柔らかく、ヤイバ達ソードアイズに対しては忠実だが、カマータへ出向いた際に勝敗が付く前に撤退したり、ヤイバに処刑されたゴーディを弁護しつつ「陛下はすべてお見通し」だと忠告するなど冷酷な本性を隠し持ち、リローヴからは「執念を抱いている」と言われている。またカードバトルの際に好戦的かつ凶悪な性格に変貌し、ドス黒いオーラを発する。城で待機することが多く、バトルを披露することがなかったが、14話でソラと対決初戦にも関わらず圧倒的戦力で圧勝した。城にヤイバが不在の際、レジェンディアの地図を前にして何やら怪しい行動をとっている。本人曰くヤイバほどに至らないものの妖術を行使でき、ハクアやソラ、ルベルなどを「青い炎」で洗脳。ハクア達が証拠映像を持ち帰りヤイバ達に映し出したことによりヤイバも断罪しようとするが、提案によりツルギとのバトルになり、そこから赤の軍に噂を流し反乱を助長させ、白夜王の求心力を高め、自らが目指すものは神であり、ザムーラの出身、ヴァルガスの弟で彼のソードアイを奪った事を告白し敗北。最後の「人間とは…」の問を小声で語るが、妖術でツルギを攻撃するも寸でのところでブリンガーに防がれ、ヤイバの太刀に斬られ消滅したかに思えたが、白き騎士の城塞へ逃れ、甲冑を纏って復活しツルギ達から覚醒した裁きの神剣を奪取し、それにより世界征服を企む。
ヤイバとのバトルで勝利し、事実上世界の支配者として君臨する。自分の力に媚びへつらう人間たちを見て愚かな存在であると感じ、自身の願いである「神への進化」のためにレジェンディアを生み出した神にその身を捧げる。ツルギに敗北した後、命を落とし魂はカラドボルガーに吸収されていたヴァルガスの魂と共に鉄槌へと向かっていく。
ゴーディ・ダーイン
声 - 家中宏
所有Xレア：黒蟲魔王ディアボリカ・マンティス
所有ソードブレイヴ：黒蟲の妖刀ウスバカゲロウ
闇の緑のソードアイズ。アトランティア緑部隊の指揮を執る。レムリオン出身で当時は札付きだったが10年前に闇のソードアイズとして見出され、王宮に仕えるようになった。
ヤイバを含めて相手を「ちゃん」付けするなど楽観的かつ軽薄な性格だが、自分の目的のためなら手段を選ばない。一方で、後述のように他人の言葉から物思いに耽る思慮深い一面を持つ。プライドが高く、当初は闇のソードブレイヴを持っていない自分にコンプレックスを抱いていたが、偶発的に入手したときは素直に歓喜している。また、襲撃した故郷の住人達に後々に青タンができるまで袋叩きにあったりと、シリアスな雰囲気を漂わせる闇のソードアイズ内ではある意味人間臭い分類に入る。
ソードブレイヴ獲得後は「裁きの神剣を手に入れる」という野心を表に出して独自行動を開始。ツルギが滞在していた故郷・レムリオンを平然と焼き討ちにし、お互いのソードブレイヴを賭けてツルギとバトルするが、デッキを再構築し冷静にバトルを行うツルギの前にペースを崩されて行き、そのまま敗北した。その後ツルギから協力を求められるが、突如として現れたヤイバに連行され命令違反を咎められ、ソードブレイヴを取り上げられた上に粛清されかけるが、ガルドスの口添えにより事なきを得る。再登場した際は信頼を失ったのかヤイバから相手にしてもらえなかったが、リローヴを彼の下に再び連れてきた功績で再び緑の部隊を率いることを許されるが、ヤイバに力を与えた事を秘かに悔むなど、反逆心は失っていない。ツルギやハクアがそれぞれブラウと対戦する際に彼に言い放った「夢を持っている」、「白夜王に仕えてるから見える世界が狭い」などという言葉に動かされ、哀愁漂わせて故郷に足を運ぶ。そこで偶然ストークから帰還したツルギを発見して報告しようとするが、一興として彼からの挑戦を受けてバトル。その最中、己の野望の他に故郷の活性化を村人に託されていたかつての自分を思い出し、同時にツルギの人間性に惹かれて光のソードアイズ一派に加わる。以降は闇のソードアイズである表向きの顔を利用し、諜報活動を続け、アトライオスII世の真実が明らかになった後も行動を共にしている。
ブラウ・バルム
声 - 安元洋貴
所有Xレア：異海神ディスト・ルクシオン
所有ソードブレイヴ：深淵の巨剣アビス・アポカリプス
闇の青きソードアイズ。元アトランティア近衛士官で筋骨隆々とした武闘派の大男。14年前からの古参兵でその時に既に瞳にソードアイズを宿していた。
寡黙で自他共に厳格。騎士道精神を重んじ、敵であっても相手の戦略を素直に賛美したり、勝敗による賭けを承諾して決着後は潔く敗北を認めるなど正々堂々とした性格を持つ。その人柄から、彼に慕う配下も多い。ただし、「白夜王に仕える身」という忠誠心は絶対で、唯一「寝返って仲間につく」という要求だけは即座に一蹴している。過去に自分の眉間に傷痕をつけて逃亡したブリンガーに因縁を持ち、20話で電子頭脳の書き換えを賭けた彼のバトルの相手役となり、闇の「異合」混合デッキを繰り出してその積年の恨みを晴らした。尚因縁に関しては、その因縁を聞いたブリンガーから、「逆恨み」と断言されてしまう。21話でブリンガーを救出するために王宮に潜入してきたツルギ達と遭遇し、解放を賭けてツルギとバトルを行なう。ディスト・ルクシオンの力でツルギを圧倒し、自身のソードブレイヴスピリットでシャイニング・ドラゴンを破壊する。しかし、ツルギがシャイニング・ドラゴン・アークを召喚したことにより、形勢を逆転されそのまま敗北した。その際に「兄弟でここまで違うのか」という感想を口にした。敗北後、ヤイバに粛清を受け入れるが、慕う配下が多いことを理由にガルドス達が申し出る。しかし、聞き入れられない上に処断されかけるが、ゴーディとは違う形で免れている。ツルギとガルドスの戦闘後、彼を「ツルギ様」と敬うようになる。
アマレロ・ベルジェ
声 - 神田朱未
所有Xレア：凶神獣カオス・ペガサロス
所有ソードブレイヴ：夢幻の天剣トワイライト・ファンタジア
闇の黄なるソードアイズ。使用デッキは「想獣」を軸とした闇の黄のデッキであり、黄色の特徴である「聖命」によるライフ回復と、ソードブレイヴのトワイライト・ファンタジアによる連続攻撃を得意とする。高飛車かつ冷静な性格で、毒舌な口調で話す。普段の武器は鞭だが格闘戦にも長けており、ソラと互角に渡り合う実力を持つ。ヤイバに敗北したツルギに対して「見込みがある」と評価している。また、ゴーディの独断行動を黙認するなど彼からして「食えない」と言っている。自分と同じ闇のソードアイズ達についてどう思っているのかは不明であるが、ヤイバがブラウを処刑しようとした際に制止しようとしていることから少なからず仲間意識はある。「赤の軍」に属する将軍の娘で、残党内通者。幼少時代にギャラクシー渡辺から宝玉付きの杖を託されたが、汚名を着せられた父が処罰されるという理不尽な現実に絶望し、杖を破壊後ソードアイズに覚醒。自分に杖を託した真意を確かめるため、それを渡したギャラクシーの行方を捜している。生前の父から王太后を護るように言い付かっており、グレナダが幽閉されてからは彼女を監視するふりをしつつその身を案じていた。その後、グレナダから授かった力で、ハクアに勝利し彼の心を解放している。裏切りが露見したことで妨害しようとするブラウにマジックを駆使したカードで勝利。離反意志を表明すると、ブラウにガルドスの存在を警告を残してグレナダと共に赤の軍の残党達の元へ下る。
リローヴ・ラケルス
声 - 浪川大輔
所有Xレア：黒き骸王バルトアンデルス 
所有ソードブレイブ：咎人の骨剣エグゼキューショナーズ 
闇の紫のソードアイズ。職業は錬金術師。系統:「無魔」をメインに据えた闇の紫デッキを使用する。ナルシストな完璧主義者で、不完全を極端に嫌う。また、一見温厚そうに見えるが、バトル時に邪悪な本性を現す。自らの目的以外には全く興味がなく「群れるのが嫌い」と言い、ソードアイズの宿命にも無関心でツルギとヤイバ双方の勧誘を一蹴した。魔術が使え、身のこなしも軽い。地上世界の住人ではなく地下世界「ストーク」の住人で結界が崩壊して出てきたらしい。動物の骨から人間と酷似した“骨人形”を作り出す己の技術に絶対的な自信を持っており、アトランティアのドロイド技術を見下している。自らの実弟の亡骸で製作したスオウの行方を追っており、彼の破壊と再構成を目標としている。当初、ヤイバからの誘いを断って単独行動をとりつつ、その行方を追っていたが、ゴーディの誘いにより再度ヤイバと謁見した際バトルを挑まれ敗北し、約束の元、彼の部下となった。バトル中、ヤイバに、スオウとは失われし者の代わりである事を見抜れ、動揺している。
配下になった後も、相変わらず群れるのを嫌い、部下のドロイドを持たず、一人でいる事が多い。ヤイバの妖術が太古の魔術と知り、彼が欲する『裁きの神剣』に興味を持つようになる。一方でガルドスの目論見を感づいている節も見受けられる。
緑神の霊木の光によって一度瀕死に陥るが、スオウが自らの命を犠牲にしたことで救われた事に驚愕、ツルギの一喝によってスオウがどれだけ自分を想ってくれていたのかを知り、彼にしてきた数々の仕打ちに後悔の涙を流す。しかし、奇跡的にもその涙によってスオウを人間として蘇らせることが出来たが、本来の性格を取り戻した彼には今までの行いのせいで思い切り殴られる（ツルギ達がその豹変ぶりに愕然とする中、唯一「それでこそ私の求めるスオウです」と怒るどころか感激していた）。スオウと初バトルを見守る際も、コア・トルーパーを纏った彼の姿に恍惚とした表情を浮かべ、勝負の行方に一喜一憂したりするなど、キザクラやハクアにツッコまれる程、スオウへの態度は大きく様変わりしている。その後どこかへ立ち去ろうとするスオウを引き留めようとするも敵わず、ツルギ達ともども取り残されてしまった。裁きの神剣招来の儀式でスオウと戦い「スオウが勝つことは、私の夢」と言い自ら負けを選び敗北した。50話では枯れた花も愛せるようになった場面が見られた。
ザルドー
声 - 田中一成
ガルドス配下のスティンガーで、闇の紫きっての使い手で「凶悪」の異名を持つ。他のスティンガー（紫）と違い、牛骸の頭部とがっちりした体躯が特徴。古風な軍人口調で話すが、王宮の人間以外の人間や旧式ドロイドを見下す傲慢かつ王国至上な性格で、カマータを空爆したり、「ダーク・スカルピオーネ」召還の際、コスト確保のため、「ダーク・デモボーン」を「消えろ」と言い、捨て駒にするなど非情さを持つ。
カマータに空爆するが、ガルドスに爆撃の中止の命を受ける。その後、命を受け、ツルギにバトルを所望するが、ドロイドは人間の仲間という信念を持つソラに挑むも山札破壊により、ライフは1つも削られなくとも、デッキアウトに追い込まれて敗北する。
レーゲン
声 - 三宅健太
ブラウの配下で、闇の青き「異合」デッキの使い手。筋肉質な体型を持つアメリカン風の男。アトランティア至上主義者で、そのことを鼻にかけ、他人をバカにする。その命を受け「光翼の神剣エンジェリックフェザー」を懸け、キザクラとバトルを挑むも、「エンジェリックフェザー」と「大天使ララファエル」のコンボで敗北。キザクラによれば子どもから奪う大人と同じである事らしい。
コーネル
声 - 志賀克也
ゴーディの部下。【神速】の蟲使い。「ゾワゾワする」が口癖。パシフィスに現れタテワキ家を破壊した上にキクを人質に取り、ツルギにバトルを挑むが敗北した。その後もゴーディの部下として何度か登場している。
青のバトラー
声 - 杉村憲司
ブラウの部下。コーネルに敗れ彼にヤキを入れられる。
スティンガー（白）
声 - 小松史法、藤原貴弘
白夜王配下の白部隊に属するカードバトルロイド。容姿は鎧を装備した兵士である。ツルギを強襲したタイプはブリンガーを「旧式」と侮蔑する。
スティンガー（緑）
声 - 西健亮
ゴーディ配下の緑部隊所属のカードバトルドロイド。こちらのタイプは緑のボディカラーを持つ蟲人型である。
スティンガー（青）
声 - 杉村憲司
ブラウ配下の青部隊所属のカードバトルドロイド。こちらのタイプはモヒカンヘッドに青のボディカラーを持つ重歩兵型である。本編より先駆け、OPに登場している。
スティンガー（紫）
声 - 杉村憲司
紫部隊所属のドロイド。頭部の形状は髑髏型。

### 天空三賢者
ジャスティス立花
声 - 立花慎之介
所有Xレア：龍の覇王ジーク・ヤマト・フリード
赤い仮面を被った謎の男。付けている仮面は取り外してブーメランとしても使用可能。その際顔は隠れている。3話でツルギたちが乗る定期船を雲の上から覗き込み、『裁きの神剣』の大まかな説明を視聴者に語った。6話でウィリディス山の刀鍛冶カナチに化け、ツルギvsゴーディとのバトスピバトル後正体を明かす。その正体はレジェンディア創世の頃から地上を見守り続けている「神の使者」の一人。ツルギ達レジェンディアの人間なら誰もが知っているという御伽話に出てくる登場人物でもある。レジェンディアで起きた出来事は全て把握しているらしく、ツルギ達の過去を言い当てている。ゴーディからソードブレイヴを取り返そうとするツルギに対し、今の実力ではヤイバどころかゴーディすら勝てないと指摘、そのデッキを再現したもので彼とバトルを行なう。その際に赤のマジック「フレイムフィールド」三枚を託している。
ギャラクシー渡辺
声 - 諏訪部順一
天空三賢者の一人。アマレロに神の宝玉を渡す。終始下界への干渉を貫く。
暗黒戦士ボンバー
天空三賢者の一人。相変わらず「ウホウホ」しかしゃべらず、登場早々、雲から落ちている。しかし、幼少時のキザクラにララファエルと宝玉付きの杖をギターのポエムで饒舌に弾き語り渡した。彼女が素性を知る前は「弾き語りゴリラ」と思い、想像上は修正率200％増しに超絶美形になっていた。39話でアフロは鬘でスキンヘッドであることが判明した。
3話で、ツルギがアトランティア行きの船へ乗り込む際、暗黒戦士ボンバーと似た格好で、変装したことがある。

### その他
グレナダ
声 - 根谷美智子
アトランティアの皇太后でツルギとヤイバの実母。聡明な性格で、夫である国王を支え、子を愛し、国民全ての母と呼ばれるほどの心優しい女性である。だが「赤の軍」の首謀者として罪を着せられ、ヤイバによって捕えられる。動乱の際にブリンガーに赤子のツルギと守り剣を託して逃した後、城に軟禁。その後に無実となったが妖術で操られているような噂が立っている。その噂を証明するかのようにメガラニオン来訪の際に再会したツルギに対して冷たい言葉を向けるが、実際は操られてはおらず、2人の息子を守るために自分の意志で決めた芝居だった。また、捕われたブリンガーに「仲間になれ」と問い、その際口づけと同時にある種の呪を施しているが、これは何らかの事態に備えての配慮で、その実態はキザクラと同じく神の使者から送られた宝玉によるものである。
アトライオスII世
声 - 諏訪部順一
アトランティア先代国王で、ヤイバ、ツルギの実父。劇中肖像画や回想、メガーラ王の発言から温厚な人物で、生前は民や産業も豊かであったことから窺える。しかし、彼の崩御により、ヤイバの横暴を招いてしまう事になる。死因は不明瞭であったが、実際はガルドスの妖術による絞殺であり、神剣の岩山へ向かった後、意識が戻らぬまま亡くなり周囲には病で亡くなったと伝えられた。
マサムネ・タテワキ
声 - 坂東尚樹
ツルギの育ての親。元気いっぱいの老鉱夫で、石造りの職人である。ツルギがアトランティアの王子と知りながらも、我が子のように育て、見守ってきた。ツルギに渡されたサイドカーは、彼の若かりし頃に乗り回していたものである。
パシフィスへ帰ってきたツルギ達を暖かく迎えた。その後、タカト達が鉱山から龍の形をした鉱石「クリスタルドラゴン」を発見し、預けられ、カマータへ赴き、ツルギに渡してパシフィスへと帰っていった。
キク・タテワキ
声 - 佐藤智恵
ツルギの育ての親。心優しい性格で、ツルギの事を気遣っている。お菓子作りが得意で、その旨さはキザクラは絶品と評する程である。マサムネ同様ツルギを我が子のように育て、見守ってきた。当初は危険な旅をさせるのを反対していたが、ゴーディ配下の「神速のコーネル」に人質として捕まってしまうが、撃退後、旅立つ事を認めた。
その後、パシフィスに着いたツルギ達を暖かく迎い、キザクラと共にクッキーを焼いた。
タカト
声 - 吉田麻実
ツルギの大、大、大親友のスケボー仲間。赤デッキの使い手で、「シャイニングソード」の事を聞いてきたツルギにテキスト内容から「強いと」看破しているほど知識はある。明るく元気な性格で、ツルギを犯罪者とは思わず変わらずに信じている。シュン、ナオヤ達と共に結成した「チーム・ハヤブサ」の一員。ツルギが不在の間、マサムネの手伝いをしていた。ガルドスに破れ、捕縛されかかるソラをナオヤ達と共に助け、ガルドスの飛行船に潜入し、アトランティアに向かうツルギと別れる。ナオヤ達と共に鉱山から龍の形をした鉱石「クリスタルドラゴン」を発見し、マサムネに預けている。
ナオヤ　
声 - 太田五葵
ツルギの幼馴染。「チーム・ハヤブサ」のメンバー。タカトやシュンと一緒にキザクラをツルギの彼女と思っている。
シュン
声 - 不明
ナオヤと同じく「チーム・ハヤブサ」のメンバー。語尾に「〜っしょ」を付ける癖がある。キザクラの容姿を見てツルギの彼女と思っている。
コガネ
声 - 根谷美智子
スイーツメイツの一人で、キザクラの幼馴染。背の高い黒髪が特徴。アトランティアで別れた後、故郷に戻っている。光のソードアイズが要注意人物になったためにスイーツメイツの社長代行を引き受けた。
ヤマブキ
声 - 西明日香
スイーツメイツの一人。キザクラの幼馴染で同行している。ちびこいお団子頭が特徴。語尾は「なのだ」。コガネ同様アトランティアで別れた後、故郷に戻っている。
サモハン
声 - 後藤哲夫
ソラが師事する機械工の老技師。飄々してお惚けな性格だが、ブリンガーを今まで出会ったドロイドとは違うと気付くなど、ドロイドを見る目は一流で、トンカチ一つで、修理どころが性能をアップさせる「サモハン流修理術トンカチ拳」の使い手である。また、ソラがツルギ達と旅をしたいという思いを見抜き、彼に旅に出るように促した。
ハナ
声 - 神代知衣
ウィリディス山の山の麓に住む茶屋のお婆さん。サモハンの初恋の人で、「うるわしのハナちゃん」と呼ばれていた。
カナチ
声 - 天田益男
ウィリディス山の山奥に住む刀鍛冶。眼鏡をかけた大男。偏屈な性格で、サモハンからの紹介状を見せても中に入れてもらえないが、キザクラの気迫に負けて教えるなど気弱な面を持つ。伝説の緑の剣である闇のソードブレイヴ『黒蟲の妖刀ウスバカゲロウ』を所有していたが、偶然ツルギ捕獲に来たゴーディに奪われてしまった。実はジャスティス立花が変身した姿で、ゴーディとの戦いで負けて悔やむツルギ達の前で、正体を現した。
メガーラII世
声 - チョー
メガラニオン国王。普段はお忍びで世を出歩くためにピエロの姿をして、国民の様子や声を聞くために街の見回りをしていた。お惚けな面が多いが、自分の国は自分で守るという強い信念で、官民一体で国力を強化するという理想と国民の事を思いやる温厚な性格である。また、グレナダとはヤイバが生まれた日に見舞いのために来た際、彼女を「夫を支え、子を愛し、国民全ての母」として慕われた模様。そのため、ツルギの勝利を信じるなど、ツルギの事を信頼していた。自国の命運を賭けた戦いにツルギが敗れた後は潔くアトランディアの進駐を受け入れ、ツルギたちをいつか反撃の時が来ると励ました。
小町丸（こまちまる）
声 - 不明
コルガ村に住む大鷲。ハガクレによるとコルガ村1番のカワイ子ちゃんとの事。
チュン
声 - 喜山茂雄
大工場のオーナー。傲慢かつ初心者な性格。
旧式ドロイドをスティンガー並みに引き上げる新チップを開発し、ヤイバに売り込むため、ブリンガーに実験台になって欲しいと頼む。しかし、新チップには欠陥があったことが判明する。その後、ブリンガーがツルギを連れ去ったドロイドだと知らされ、ガルドスに口止めされた。商売が失敗して不機嫌になり、スオウを連れてカマータに帰ろうとするが、チュン氏の子供になる事が幸せではないと気づいたスオウは、ツルギ達の元に行く事を選んだため、勝手にしろと言い、帰ってしまった。しかし、スオウから親になってくれたことは感謝している。
チュン夫人
声 - 斉藤貴美子
大工場のオーナーの妻。ヤマブキと共に訪れたスオウを気に入り、養子にならないかと誘われた。訪れたツルギ達に豪華な食事を出すが、その浪費ぶりにキザクラは不快感を持ち、ツルギも貧富の差もヤイバの王国の歪みだと気づく。ガルドスによってアトランティアが混乱する中で養子縁組を解消したスオウと再び再会するが、性格の豹変した彼の様子を目の当たりにしても「随分逞しくなった」「このスオウも可愛い」などとあっさり順応するなど、彼への愛情は変わっていない。
ビゼン
声 - 杉村憲司
スティンガー製造をしているアトランティアの下町に住む男。ヤイバが自分達をのことを理解していると信じており、ヤイバに不満を持つツルギ達の話に否定し、光のソードアイズを目の敵をしていた。しかし、世界が混乱していくと、ヤイバに対しても不満を持つなど、劇中における、真実や事実を知らず自分の生活を第一とする民衆達の代表として描かれている。
ルベル・コールリッジ
声 - 江口拓也
白き騎士の城塞に到着するツルギたちの前に現れ、考古学者と名乗った。光の白きソードアイズであるハクアを利用し、まんまと「クラウン・ソーラー」を奪い取る事に成功し逃走するが、追いつかれ、カードバトルを挑むも敗北。赤の軍に在籍する参謀ということを明かす。その後、ヤイバ達に捕まりガルドスに洗脳された上で赤の軍の残党のアジトへ返された上で他の残党も洗脳しグレナダをガルドスに引き渡そうとするがブリンガーの乱入により失敗し、彼の一撃により洗脳が解ける。
ヴァルガス
声 - 小山力也
氷の大陸ザムーラの白き騎士で「英雄ヴァルガス」と呼ばれている光の白きソードアイズでありガルドスの兄。かつて十二人のソードアイズを集めて、戦いに明け暮れる世界を救おうとした。しかし権力を奪われると怖れた各国の王から攻撃を受け多くの戦いで勝利するも、結局はソードアイズは現れず孤独と失望に苦しみ、自身がソードアイズである事を憎みながら城から去った。ストークで命をおとし、魂となって漂い続けていた。そして、裁きの神剣を手に入れたガルドスを説得しようとするもガルドスの配下であるドロイドのカラドボルガーに吸収されてしまう。かつてガルドスに自身の光のソードアイズを奪われるが、同じ苗字かは不明である。
セルジャー
声 - 勝杏里
白き騎士の城塞に住む旧世代のブリンガー型上位機種でヴァルガスに仕える執事。城に入ったハクアを後継者として、光の白きソードブレイヴ「天空の光剣クラウン・ソーラー」を渡そうとするが、ルベルに奪われてしまい、ソードヴレイヴが戻るまで、コールドスリープして保護しようとする。
それを止めようとするツルギを古のデッキで、バトルを挑む。ツルギのバトル中にヴァルガスの悲劇を語り、それ繰り返すまいとハクアを保護しようとしたが、この話を聞き志を継ぐと誓うツルギに敗北、ハクアを託すと機能を停止し消滅。
マルス
声 - 天田益男
赤の軍の残党の一人。ツルギを「若」と慕う。元々はアマレロの父ベルジェ将軍の配下。
カラドボルガー
声 - 菅原雅芳
箱船内部から現れたスティンガー最終モデル。足底からジェット噴射での飛行が可能で「再〜」が口癖。動力に志し半ばに倒れたソードアイズたちの無念や魂を源とし、ガルドスを諌めに現れたヴァルガスの魂を吸収、ブリンガーを行動不能にした。しかし、復活したブリンガーと再戦。「神の鉄槌」を止めようとするブリンガーを止めようとするが、「夢を持つ」ブリンガーの前に敗れ去り、ヴァルガスたちの魂は解放された。
ナレーション
声 - 小山力也

## 用語
レジェンディア
本作品の舞台となる異世界。アトランティア、パシフィス、レムリオン、メガラニオン、ザムーラと地下世界ストークで構成される。元々はスピリット達が先住種族の世界。神の力で崩壊するがソードブレイヴにより新世界へと統合される。
アトランティア
レジェンディア最大の国家。活火山の地熱を利用した機械工業で栄えている。動乱から14年経過した現在は、経済による貧富の格差が広がっている。
パシフィス
レジェンディアの辺境。『石の大陸』と呼ばれている。切り出した石材を加工・売買し、跡地は住居にする。石釜で焼いた焼き菓子も有名。
カマータ
アトランティアの外れにある「直れない物はない、作れない物はない」と言われる程の産業が栄えた街。ドロイドの普及により労働者達の仕事が奪われたため、街の住人たちはドロイドに良い感情を抱いていない。ソラの故郷。
レムリオン
『豊穣の大陸』と呼ばれるコルガやウィリディス山があるのどかな街。観光名所として有名。ハガクレ、ゴーディの故郷。
コルガ村
レムリオンの外れにあるヤマビコ流忍法を継承する忍者達が住む村。
フルーツシティ
レムリオンの内陸部に位置するオアシスの町。果物の交易で発達している。三種類の柑橘系を合わせた果物「オレポン」が特産品。
ストーク
アトランティア南部にある封印された地下世界。通称「根の国」。死せる魂の行き着く場所。古代ではスピリットたちが最も栄えた場所でその骨が今も無数に散乱している。ラケルス兄弟の故郷。
緑神の霊木
レムリオン中央部、コルガ近くにある創世記からある神樹。根元の奥にある鍾乳洞はストークへと繋がっている。新世界へ統合後も生き残っている。
メガラニオン
『黄色の大陸』と呼ばれるキザクラ、コガネ、ヤマブキの故郷。スイーツメイツ本社もある。牧畜が盛ん。
ゾンメンブルーメ
メガラニオン最大の向日葵畑。天使の形を成しているのはソードブレイヴの影響である。
ザムーラ
レジェンディア北部に位置する『氷の浮遊大陸』。一年中雪と氷に覆われ、飛空艇でなければ辿り着けない高度に浮かんでいる。また、ソードアイズは不吉なものと嫌われている。ハクアの故郷。
【強化】（チャージ）
光の勢力だけに齎される新効果。【強化】を持つスピリット・ブレイヴが自分のフィールドに存在するだけで効果を発揮する。属性によって強化される効果が異なる。
赤属性：「自分の「BP破壊効果」の上限を+1000する」
紫属性：「自分の「コア除去効果」でリザーブに置くコアの個数を+1個する」
緑属性：「自分の「スピリット疲労効果」の体数を+1体する」
白属性：「自分の「スピリット回復効果」の体数を+1体する」
黄属性：「自分の「BPマイナス効果」のBPを-1000する」
青属性：「自分の「相手へのデッキ破棄効果」の枚数を+1枚する」
【連鎖】（ラッシュ）
闇の勢力にだけに齎される新効果。【条件】を満たすことによって、追加効果が発揮される。カードの効果により、その【条件】を無視して発揮出来る場合がある。
追加効果は以下のように条件となるシンボルの特色にあった効果であることが多い。また1色2つ以上の条件もある。
赤属性：BP破壊効果、トラッシュからのスピリット回収効果、指定したスピリットに直接アタックする効果など
紫属性：コア除去効果、ドローなど
緑属性：疲労効果、バースト封じ効果、回復効果など
白属性：回復効果など
黄属性：回復効果、ブロックされない効果など
青属性：最高レベル扱い効果、相手のバーストカード破棄効果など
ソードブレイヴ
レジェンディアに存在する光と闇に属する六色十二本(枚)からなるＸレアブレイヴカードの総称。ブレイヴの一種であるが通常のブレイヴはフィールド上ではスピリット形態となるが、これは武器のままである。系統は全て「剣刃（つるぎ）」で統一されている。現在は世界各地に散逸しており、「闇の軍勢」が光のソードアイズを含め、全て集めようと暗躍している。基本的にソードブレイヴは所有者であるソードアイズにしか使うことは出来ないが、一般人でも手に出来る。普通の短剣として顕現も可能で、ソードアイズの意志でカードに変化出来る。デザインは、様々なロボットアニメの剣がモチーフとして生かされているとのこと。
光サイドのソードブレイヴ
輝きの聖剣シャイニング・ソード
所有者：ツルギ・タテワキ
光の赤きソードブレイヴ。形状は両手剣。召喚時効果としてBP3000以下の相手スピリットを全て破壊し、破壊したスピリットの数だけデッキからドロー出来る。【強化】を持つスピリットをフィールドに並べることで、破壊するBPの範囲を拡大可能。また、このカード自体も【強化】を持ち、合体時にも【強化】の効果を発揮する。
蒼海の大剣メイルシュトロム
所有者：ソラ・リュウヨウ
光の青きソードブレイヴ。形状は柄に鎖が付いた両刃の大剣。スピリット状態と合体時に【強化】を有しており、『自分の「相手へのデッキ破棄効果」の枚数を+1枚する』という効果を持つ。合体時のアタック時効果として青属性のキーワード能力である【強襲1】（このスピリットはターン中に1回まで、自分のネクサス1つを疲労させることで回復出来る）を与える。
光翼の神剣エンジェリックフェザー
所有者：キザクラ・ククリ
光の黄なるソードブレイヴ。切っ先が弓状の細剣。スピリット状態と合体時に「自分のBP-効果を-1000」するという【強化】を有している。合体時にはアタック時に「このターンの間、相手のスピリット1体をBP-3000する」という効果を発揮し、その相手のスピリットがターンで初めてBP0になった時にこのスピリットは回復する。
天空の光剣クラウン・ソーラー
所有者：ハクア・エストック
光の白きソードブレイヴ。切っ先が二手に分かれている両刃の剣。スピリット状態と合体時に【強化】を有しており、『自分の「スピリット回復効果」の枚数を+1枚する』という効果を持つ。合体時にはバトル時「合体していない自分のスピリット1体を回復させる」という効果を持つ。
疾風の双刃カムイ・ハヤテ
所有者: ハガクレ・シドー
光の緑のソードブレイヴ。その名の通り、両端に刃を持つ。合体アタック時、相手スピリットを1体疲労させる。また、3体以上疲労させた場合（【強化】により疲労効果対象を拡大可能）、合体したスピリットを回復させる効果を持つ。アニメのキースピリットである光牙鳳凰レックウマルとブレイヴするには問題ないものの、合体条件がコスト6以上と、他のソードブレイヴに比べて、合体条件が厳しい。
紫電の霊剣ライトニング・シオン
所有者：スオウ・ラケルス
光の紫のソードブレイヴ。他の光のソードブレイヴとは異なり、合体時のみ紫の【強化】（相手のスピリットからコアをリザーブへ送る数を＋1する）を持つ。召喚時、相手スピリットのコアをリザーブに送り、1枚ドローする能力を持つ。また、合体アタック時に、スピリットの色を無色として扱う能力を持つ。紫は総じて、【装甲】【重装甲】で対策されやすいが、それを突破することが可能となる。
闇サイドのソードブレイヴ
白夜の宝剣ミッドナイト・サン
所有者：白夜王ヤイバ
闇の白きソードブレイヴ。召喚時効果を持たないが合体時効果で相手のスピリット・ブレイヴ・マジック・ネクサスの効果を受けない効果【重装甲：緑・白・黄・青】を与える。また、合体したスピリットが【連鎖】を有していた場合条件を無視して効果を発揮する。
黒蟲の妖刀ウスバカゲロウ
所有者：ゴーディ・ダーイン
ウィリディス山の刀鍛冶カナチが所有していた闇の緑のソードブレイヴ。シンボルを持つブレイヴカードでは珍しく、【神速（フラッシュタイミングでリザーブのコアを使用して召喚可能）】を持つ。合体時には『このスピリットのバトル時』相手はバーストを発動できない効果に加え、『このスピリットの合体アタック時』にはBPを比べ相手のスピリットだけを破壊したとき、相手のライフのコア1個を相手のトラッシュに置く。
咎人の骨剣エグゼキューショナーズ
所有者:リローヴ・ラケルス
闇の紫のソードブレイヴ。自身を破壊後一体指定し破壊する。また、【『不死：無魔お互いのアタックステップ』トラッシュにあるこのブレイヴカードは、系統：「無魔」を持つ自分のスピリットが破壊されたとき召喚できる】という効果を持つ。合体時には『このスピリットのバトル時』にはこのブレイヴ自身を破壊する事で相手は、自分で自分のスピリットを1体を破壊する。ブレイヴで初めて【不死】を持つ。
深淵の巨剣アビス・アポカリプス
所有者:ブラウ・バルム
闇の青きソードブレイヴ。このターンの間、自分のスピリットすべてを、そのスピリットが持つ最高Lvとして扱うという召喚時効果を持ち、合体時には「相手は、相手のフィールドにあるシンボルと同じ色のバーストしか発動できず、相手のフィールドにあるシンボルと同じ色のマジックカードしか使用できない」という効果を持つ。
暗黒の魔剣ダーク・ブレード
所有者:ツルギ・タテワキ
闇の赤きソードブレイヴ。召喚時、ネクサスを破壊し、ネクサスを破壊した場合1ドローを行える能力を持つ。また、アタック時に合体したスピリットに、指定したスピリットに直接アタックできる効果を与える。ダーク・ティラノザウラーの能力と併せた場合、場の相手スピリットを複数破壊した上で【連鎖】でライフを奪う、強力な攻撃力をもたらす。
夢幻の天剣トワイライト・ファンタジア
所有者:アマレロ・ベルジェ
闇の黄なるソードブレイヴ。召喚時、ライフをリザーブから確保する能力を持つ。また、アタック時に「ブロックされた場合、このスピリットを回復させる」「ブロックされなかった場合、ボイドからライフを1つ増やす」能力を持つ。カオス・ペガサロスにブレイヴした場合、相手スピリットにブロックされ難く、また、ライフアドバンテージを大きくもぎ取ることが可能。コスト軽減を考慮しなければ、汎用性の高いソードブレイヴである。
ソードアイズ
ソードブレイヴに選ばれ、使うことを許された者たち。光と闇のソードアイズがそれぞれ6人ずつ存在する。光のソードアイズは右目に、闇のソードアイズは左目に紋章を宿している。
ブリンガーによるとソードアイズとソードブレイヴは遥か昔から存在しているが、全て揃った時代は歴史上ないらしく、同時に瞳と剣二つ揃っていることは稀である。また、ジャスティスによれば、ツルギのように光と闇のソードアイズを同時に宿すことは今までなかったらしい。ヤイバ曰く現ソードアイズが命を落とした場合その資格は次の適格者に受け継がれるらしく、命令違反を犯したゴーディを始末しようとした。
ライフカウンター
実際にあるものと同じライフゲージ。相手にかざし「ゲートオープン界放！」でエクストリームゾーンへ誘う。同時に鎧を纏った法衣コア・トルーパーへと変化する。光サイドのソードアイズは使用属性の色＋白、闇サイドのソードアイズは使用属性の色＋黒をそれぞれ基調としている。
エクストリームゾーン
前作のバトルフィールドに相当するもの。カードを実体化する特殊空間で、移動にはライフカウンターの柄を縁取ったフライングボードで移動する。別の言い方をすればスピリットが本来の体を一時的に取り戻すとも言える。
裁きの神剣
レジェンディア創世記、人間による文明が栄え始めた頃に神が創造したと言われる巨大なる剣。手にした者は無限の叡智と永遠の命を齎すとされる。12本のソードブレイヴと12人のソードアイズが全て揃った時に出現すると言われていた。だが、ジャスティスたちの話によれば遥か神話時代に存在したスピリットたちに罰を下した最終兵器で、ヤイバはその力を使い民草のために神を斬ろうとしている。この剣もまたソードブレイヴの一刀リ・ジェネシスである。
劇中に登場するXレア
光サイドのXレア
輝龍シャイニング・ドラゴン（きりゅう-）
所有者：ツルギ・タテワキ
系統：「星竜」。召喚時効果で手札にある赤のブレイヴカード1枚をノーコストで召喚する事が出来る。更にLV3から「BP破壊時効果を+1000する」という【強化】を持つようになる上、『このスピリットのアタック時』には「BP5000以下の相手スピリット1体を破壊する」という効果を発揮するようになる。
戦輝神ゼルドナーグ(せんきしん-)
所有者：ソラ・リュウヨウ
系統：「闘神」。Lv1・2・3時アタック時に「相手のデッキの上から5枚破棄しマジックカードが破棄された時、このスピリットに青のシンボル1つを追加する」という効果を持つ。更にLv2・3に自分の「相手へのデッキ破棄効果」の枚数を+1枚するという【強化】を持つようになる。
大天使ララファエル（だいてんし-）
所有者：キザクラ・ククリ
系統：「天霊」。六枚の巨大な黄金の翼を持つ銀髪の天使。Lv1・Lv2・Lv3アタック時に系統：【天霊】を持つ自分のスピリットがアタックした時にこのターンの間、相手のスピリット1体をBP-3000する。更にLv2・Lv3のアタック時に相手のスピリットがBP0になった時BP0になったスピリット全てをデッキの上に戻す。Lv3になった際に『自分の「BP-効果」を-1000する』という【強化】を持つようになる。
光輝龍皇シャイニング・ドラゴン・アーク （こうきりゅうおう-）
所有者：ツルギ・タテワキ
系統：「星竜」。Lv1・2・3『自分のアタックステップ時』に【強化】を持つ自分の赤のスピリットすべてに赤のシンボル1つを追加する。更にLV3から「BP破壊時効果を+1000する」という【強化】を持つようになる上、『このスピリットのアタック時』には「BP10000以下の相手スピリット1体を破壊する」という効果を発揮する。
槍光機神クーゲル・ホルン（そうこうきしん-）
所有者：ハクア・エストック
系統「武装」。Lv1・Lv2・Lv3に【強化】を持つ自分のスピリットすべては、相手のスピリットの効果を受けないという能力を持つも、クーゲル・ホルン自身はこの効果を使うにはLv2以上にならないといけないデメリット面も持つ。だがLv2・3に自分の「スピリット回復効果」の枚数を+1枚するという【強化】を持つ。Lv3は相手ターン限定だが、自身のコア2個を使うことで相手のマジックを無効化する。
光牙鳳凰レックウマル（こうがほうおう-）
所有者: ハガクレ・シドー
系統：「爪鳥」。輝く翼の持ち主である白き怪鳥。緑の効果【分身】を持つ。Lv1・2・3【分身2】『このスピリット召喚時』自分のデッキの上から2枚までを裏向きで自分のフィールドに置きゲーム終了時まで、そのカードをコスト0系統【分身】Lv1BP3000緑の分身スピリットにする。(分身スピリットは合体できず、手札に戻るとき破棄される。)更にLv2・3【強化】自分の「相手への疲労効果」の体数を+1体する。Lv3『このスピリットのアタック時』相手のスピリット1体を疲労させる。
白蛇帝アルデウス・ヴァイパー（はくじゃてい-）
所有者：スオウ・ラケルス
系統：「妖蛇」。金の翼を持つ白き大蛇。召喚時に相手スピリットからコア3個をリザーブへ送り、この効果でコアが0になったスピリット1体につきボイドからコア1個をリザーブへ置く能力を持つ。Lv3になると紫の【強化】を持ち、『このスピリットのアタック時』に相手フィールドからコア1個をリザーブへ送る。
龍輝神シャイニング・ドラゴン・オーバーレイ（りゅうきしん-）
所有者：ツルギ・タテワキ
系統：「剣使・星竜」。輝きの破壊力を持つ猛き龍。Lv1から自分の系統:「剣使」のスピリットすべてにダブルブレイヴを可能にする能力と、自身のシンボルの数までBP5000以下の相手のスピリットを破壊する効果を持つ。更にLV3から自分の赤のスピリットすべてに「BP破壊時効果を+1000する」という【強化】を与えるようになる上、『このスピリットのアタック時』には「BP10000以下の相手スピリット1体を破壊する」という効果を発揮するようになる。シャイニング・ソードとダーク・ブレードをダブルブレイヴすれば相手のフィールドを一掃できる。
闇サイドのXレア
闇皇ナインテイル・ダーク（やみおう-）
所有者：白夜王ヤイバ
系統：「機獣」。偉大なる白き九尾狐。Ｌv1・2・3『このスピリットのブロック時』に「BPを比べ相手のスピリットだけを破壊した時このスピリットは回復し、このターンの間このスピリットをBP+3000する」という効果に加え、『このスピリットのバトル時』には「コスト6以下の相手のスピリット1体を手札に戻す事が出来る。更に『緑のシンボルが自分のフィールドにある時に相手のスピリットを1体疲労させる』【連鎖】を持つ。
黒蟲魔王ディアボリカ・マンティス（こくちゅうまおう-）
所有者：ゴーディ・ダーイン
系統：「怪虫」。ツルギからは「大カマキリ」と呼ばれる。Ｌv1・2「このスピリットのアタック時」に「相手のスピリット1体を疲労させ、自分はデッキから2枚ドローし自分は手札2枚を破棄する」という青シンボルで発揮する【連鎖】を持つ。レベル2からは「自分のアタックステップ」にこのスピリットと【神速】を持つ自分のスピリットのアタックによって相手のライフを減らしたとき、相手のライフのコア1個を相手のリザーブに置く効果を発揮する。
黒き骸王バルトアンデルス（くろきがいおう-）
所有者:リローヴ・ラケルス
系統：「無魔」。漆黒のキマイラ。Lv1・2・3『このスピリットのアタック時』疲労状態のコスト7以下の相手のスピリット1体を破壊する。「相手は可能ならば必ずブロックする」という赤シンボルで発揮する【連鎖】を持つ。Lv2・3から『このスピリットの破壊時』自分は、相手の手札1枚を破棄する。この効果でスピリットカードを破棄した時、このスピリットは回復状態でフィールドに残る効果を持つ。
黒天狐ネガ・ナインテイル（こくてんこ-）
所有者：白夜王ヤイバ
系統：「機獣」。ナインテイル・ダークの強化版。全身が黒く染まり、顔の文様が非対称で武器も異なる。手札にあるこのスピリットカードは、コスト6以上の自分の白のスピリットが相手によって破壊された時、コストを支払わずに召喚できる。Lv2･Lv3『このスピリットのバトル時』に「BP合計(このスピリットのBP)まで相手のスピリットを、好きなだけ手札に戻すことができ、更に相手はバーストを発動出来ない（緑）」・「このスピリットは相手のスピリットからブロックされない（黄）」という2色の【連鎖】を持ち、ミッドナイト・サンを合体させれば両方の効果を発揮可能。
滅龍帝ジエンド・ドラゴニス（めつりゅうてい-）
所有者：ガルドス・ランダル
系統：「滅龍」。巨体を持つ黒き龍。このスピリットがフィールドに存在していると、破壊された自分のスピリットのコア全ては自分のリザーブではなくこのスピリットに置かれる。Lv2・Lv3・Lv4『自分のアタックステップ』の際にジエンド・ドラゴニス以外の自分のスピリットが相手のスピリットにブロックされた時に回復可能。更にLv3・Lv4でのフラッシュタイミングにこのスピリットのアタック時、自分のスピリット1体を破壊することで、このスピリットは回復する。ただし、効果は1ターンに付き3回まで。数少ないLv4を持つスピリットであり、ダブルシンボル。
異海神ディスト・ルクシオン（いかいしん-）
所有者:ブラウ・バルム
系統：「異合」。合成された首長竜。Lv1・Lv2に「コスト5以下の相手のスピリット1体を破壊する」というアタック時効果を持つ。更にLv2・Lv3では相手の「ブレイヴ/ブレイヴカード全ての合体条件をコスト7以上にする」という合体条件の書き換え効果を持つ。コスト8という重量級スピリットであるが、それに違わぬコストパフォーマンスとダブルシンボルを持つ。
闇龍ダーク・ティラノザウラー（やみりゅう-）
所有者：ツルギ・タテワキ
系統：「地竜」。闇より這い出る黒き恐竜。Lv1・2・3『このスピリットのアタック時』このスピリットのBP以下の相手スピリットを一体破壊できる効果に、緑シンボルで発動する【連鎖】は「BPを比べ相手のスピリットだけを破壊したとき、相手のライフのコア1個を相手のリザーブに置く」という効果を持つ。また、Lv2・Lv3『自分のアタックステップ』時に、系統：「地竜」を持つ自身のスピリットのBP＋3000を持つ。
凶神獣カオス・ペガサロス（きょうしんじゅう-）
所有者:アマレロ・ベルジェ
系統：「想獣」。黄金の翼を持つ黒き体躯の天馬。Ｌv1・2・3『自分のアタックステップ』【聖命】で「相手のライフが増えるかわりに、相手のライフのコア1個を相手のトラッシュに置くことができる。」を持つ。【聖命】Lv3『このスピリットのアタック時』にはこのターンに1回、このスピリットは回復する。「自分の赤シンボルがあるとき、下の効果を続けて発揮する。更に、自分のトラッシュにあるスピリットカード1枚を手札に加える。（赤）」【連鎖】を持つ。また、Lv3効果は赤シンボルを条件した【連鎖】が付属する。
黒皇機獣ダークネス・グリフォン（こくおうきじゅう-）
所有者：白夜王ヤイバ
系統：「機獣」。鋼の巨大なグリフォン。召喚時に相手のスピリット2体までを手札に戻し、紫シンボルがあればさらにデッキから2枚をドローする【連鎖】を持つ。Lv2から合体している時、『このスピリットのバトル時』にはターンに1回だけ回復し、紫の【連鎖】で相手スピリットのコア2個をトラッシュへ送る。召喚時/バトル時と複数のタイミングで【連鎖】を発揮できる初のスピリットであり、現在も白紫デッキで人気のカードである。
断罪の滅龍ジャッジメント・ドラゴニス（だんざいのめつりゅう-）
所有者：ガルドス・ランダル
系統：「滅龍」。本アニメのラスボススピリット。滅龍帝ジエンド・ドラゴニスより大きな巨体を持つ巨大な白き龍。お互いのアタックステップ開始時に赤の手札を1枚破棄してそのターン中全スピリットをBP5000アップし、LV2以上のアタックで【激突】を発揮し相手はスピリットでブロックしなければならない。本カードの目玉となるのはLV3でアタックしただけで、無条件で1試合に1回だけ自分のターンをもう1度行う効果。登場当時はカードの詳細が隠れていたが、最終話でカードの詳細が明かされた。本スピリットは2形態あり、第1形態は全身に鎖の巻き付いた『少年激覇ダン』のラスボス、幻羅星龍ガイ・アスラを凌駕する巨体を持つ白い竜の姿をしていた。なおこの形態は登場から3年後に発売された、オールキラブースター【究極再来】のパラレル版の新規イラストバージョンと同じ姿。裁きの神剣リ・ジェネシスと合体すると強化形態になり、全身の鎖が吹き飛ぶ演出とともに、竜の首の代わりに人型の上半身が生えた本来のこのスピリットのカードイラストの姿に変化した。

## スタッフ
- 企画・アニメーション制作 - サンライズ
- 原作 - 矢立肇
- 監督 - 渡辺正樹
- シリーズ構成 - 冨岡淳広
- キャラクターデザイン - 稲吉智重
- スピリットデザイン - 今石進、丸山浩、寺島慎也、ヒラタリョウ
- メカニックデザイン - やまだたかひろ
- CGチーフディレクター - 井上喜一郎
- CGプロデューサー - 柴田英樹
- 美術監督 - 小林賢治
- 色彩設計 - 柴田亜紀子
- 撮影監督 - 貞光寿幸
- 編集 - 渡辺直樹
- 音楽 - 瀬川英史
- 音楽制作 - サンライズ音楽出版、avex entertainment、DIVE II entertainment
- 音響監督 - 藤野貞義
- ゲームデザイナー - マイケル・エリオット
- チーフプロデューサー - 宝田寿也（メ〜テレ）、尾崎雅之（サンライズ）
- プロデューサー - 福嶋更一郎（メ〜テレ）、若鍋竜太、森田真好（サンライズ）
- アニメーション制作 - サンライズ
- 制作 - メ〜テレ、サンライズ、ADK

## 主題歌
オープニングテーマ
「Wild Card」（1話 - 26話）
作詞 - leonn / 作曲・編曲 - 日比野裕史 / 歌 - 多田宏
「Billy Billy」（27話 -50話）
作詞・作曲 - YUTO / 編曲・歌 - CLUTCHO
エンディングテーマ
「Color」（1話 - 26話、50話）
作詞・作曲 - 大久保友裕 / 編曲 - 五十嵐宏治 / 歌 - i☆Ris
　50話では略フルコーラス。
「IN FUTURE!!」（27話 - 49話）
作詞 - 生田真心 / 作曲・編曲 - ハマサキユウジ / 歌 - ゆーたくII

## 各話リスト
| 話数 | サブタイトル                                               | 脚本           | 絵コンテ          | 演出     | 作画監督 （作画監督協力）    | 今回のキーカード                           | 放送日        |
| ---- | ---------------------------------------------------------- | -------------- | ----------------- | -------- | ---------------------------- | ------------------------------------------ | ------------- |
| 1    | 光と闇の神話 輝龍シャイニング・ドラゴン!                   | 冨岡淳広       | 渡辺正樹          | 渡辺正樹 | 稲吉智重                     | 輝龍シャイニング・ドラゴン                 | 2012年 9月9日 |
| 2    | 緑の追撃戦!ナインテイル・ダークの瞳                        | 冨岡淳広       | 渡辺正樹          | 工藤寛顕 | 波風立志                     | 輝きの聖剣シャイニング・ソード             | 9月16日       |
| 3    | 兄と弟 白夜の宝剣ミッドナイト・サン!                       | 冨岡淳広       | 斎藤昭裕          | 斎藤昭裕 | 丸尾一 （石田智子）          | 闇皇ナインテイル・ダーク                   | 9月23日       |
| 4    | 光の青き剣、戦輝神ゼルドナーク                             | あみやまさはる | 池野昭二          | 池野昭二 | 河野悦隆 （丸尾一）          | 戦輝神ゼルドナーグ                         | 9月30日       |
| 5    | 合体強襲!?!蒼海の大剣メイルシュトロム                      | 神山修一       | 高橋順            | 高橋順   | 久行宏和                     | 蒼海の大剣メイルシュトロム                 | 10月7日       |
| 6    | 光の緑は忍者!?ハガクレ、いざ参る!                          | 石橋大助       | 加瀬充子          | 宮原秀二 | 尾形健一郎 （外崎春雄）      | 黒蟲魔王ディアボリカ・マンティス           | 10月14日      |
| 7    | 神の試練!ツルギVSジャスティス立花                          | 山田由香       | 馬引圭            | 馬引圭   | 菊池晃                       | フレイムフィールド                         | 10月21日      |
| 8    | 動き出す世界 フレイムフィールド灼熱!                       | 冨岡淳広       | 誉田晶子          | 誉田晶子 | 石田智子                     | 黒蟲の妖刀ウスバカゲロウ                   | 10月28日      |
| 9    | 紫の闇、黒き骸王バルトアンデルス                           | あみやまさはる | 斎藤昭裕          | 斎藤昭裕 | 波風立志                     | 黒き骸王バルトアンデルス                   | 11月4日       |
| 10   | 人間って何だ?骨剣エグゼキューショナーズ                    | 神山修一       | 高橋順            | 高橋順   | 稲吉朝子                     | 咎人の骨剣エグゼキューショナーズ           | 11月11日      |
| 11   | おいしいは正義!光翼の神剣エンジェリックフェザー!           | 山田由香       | 中島大輔          | 中島大輔 | 小野田貴之                   | 光翼の神剣エンジェリックフェザー           | 11月18日      |
| 12   | 母よ、その微笑みは                                         | 冨岡淳広       | 池野昭二          | 池野昭二 | 長生中                       | 白夜の宝剣ミッドナイト・サン               | 11月25日      |
| 13   | 宿命の対決 黒天狐ネガ・ナインテイル!                       | 冨岡淳広       | 渡辺正樹 池野昭二 | 宮原秀二 | 尾形健一郎                   | 黒天狐ネガ・ナインテイル                   | 12月2日       |
| 14   | 滅龍帝ジエンド・ドラゴニス驀進!                            | 石橋大助       | 亀井治            | 亀井治   | 久行宏和                     | 滅龍帝ジエンド・ドラゴニス                 | 12月9日       |
| 15   | 紫と緑の賭け さらば疾風丸!?                                | あみやまさはる | 誉田晶子          | 誉田晶子 | 菊池晃                       | パープルヘイズ                             | 12月16日      |
| 16   | 白夜!仲間割れ!?ツルギVSキザクラ!                           | 山田由香       | 馬引圭            | 馬引圭   | 石川てつや                   | シャイニングフレイム                       | 12月23日      |
| 17   | これが王者のバトル!?!闇皇VS骸王!                           | 神山修一       | 工藤寛顕          | 工藤寛顕 | 波風立志                     | リゲイン                                   | 2013年 1月6日 |
| 18   | ダブルブレイヴ ブリンガーデッキ界放!                       | 冨岡淳広       | 斎藤昭裕          | 斎藤昭裕 | 鈴木幸江                     | スレイヴ・ガイアスラ                       | 1月13日       |
| 19   | ブリンガー危うし!ヤイバVSキザクラ                          | 山田由香       | 高橋順            | 高橋順   | 石田智子                     | 大天使ララファエル                         | 1月20日       |
| 20   | 復讐の海デッキ!異海神ディスト・ルクシオン                  | 神山修一       | 中島大輔          | 中島大輔 | 長生中                       | 異海神ディスト・ルクシオン                 | 1月27日       |
| 21   | 救え、光輝龍皇シャイニング・ドラゴン・アーク               | あみやまさはる | 池野昭二          | 宮原秀二 | 尾形健一郎 清水陽一          | 光輝龍皇シャイニング・ドラゴン・アーク     | 2月3日        |
| 22   | ふたりの王子 国を導く者                                    | 冨岡淳広       | 誉田晶子          | 誉田晶子 | 稲吉朝子                     | 光龍騎神サジット・アポロドラゴン           | 2月10日       |
| 23   | 白き騎士の伝説 天空の光剣クラウン・ソーラー                | 神山修一       | 亀井治            | 亀井治   | 久行宏和                     | 深淵の巨剣アビス・アポカリプス             | 2月17日       |
| 24   | 明かされる真実!黄色デッキ対決!                             | 山田由香       | 馬引圭            | 馬引圭   | 菊池晃                       | スティールハート                           | 2月24日       |
| 25   | 天空の光剣、クーゲル・ホルンにブレイヴせよ!                | あみやまさはる | 工藤寛顕          | 工藤寛顕 | 波風立志                     | 槍光機神クーゲル・ホルン                   | 3月3日        |
| 26   | 誰がためのバトル ツルギ対ブリンガー                        | 冨岡淳広       | 池野昭二          | 池野昭二 | 鈴木幸江                     | ゾディアックコンダクト                     | 3月10日       |
| 27   | 自由への激闘!ハクア対ブラウ                                | 冨岡淳広       | 斎藤昭裕          | 斎藤昭裕 | 石川てつや                   | 天空の光剣クラウン・ソーラー               | 3月17日       |
| 28   | ツルギ闇に起つ 暗黒の魔剣ダーク・ブレード開眼              | 冨岡淳広       | 高橋順            | 高橋順   | 石田智子                     | 闇龍ダーク・ティラノザウラー               | 3月24日       |
| 29   | 地の底より 闇龍ダーク・ティラノザウラー咆哮!               | 神山修一       | 中島大輔          | 中島大輔 | 長生中                       | 黄昏の暗黒銀河                             | 3月31日       |
| 30   | 闇対光!ツルギ対ツルギ!?                                    | あみやまさはる | 馬引圭            | 馬引圭   | 稲吉朝子                     | 暗黒の魔剣ダーク・ブレード                 | 4月7日        |
| 31   | 変な奴対決!黒蟲の妖刀ウスバカゲロウ冷笑!                   | 山田由香       | 誉田晶子          | 誉田晶子 | 菊池晃                       | ダーク・ディノニクソー                     | 4月14日       |
| 32   | 夢幻の天剣トワイライト・ファンタジア乱舞!                  | 冨岡淳広       | 亀井治            | 亀井治   | 久行宏和                     | 夢幻の天剣トワイライト・ファンタジア       | 4月21日       |
| 33   | 王が見る世界 黒皇機獣ダークネス・グリフォン                | 冨岡淳広       | 工藤寛顕          | 工藤寛顕 | 波風立志                     | 黒皇機獣ダークネス・グリフォン             | 4月28日       |
| 34   | 宝玉のひみつ アマレロ対ブラウ                              | 冨岡淳広       | 池野昭二          | 池野昭二 | 鈴木幸江                     | 凶神獣カオス・ペガサロス                   | 5月5日        |
| 35   | 光牙鳳凰レックウマル見参!ハガクレVSリローヴ                | 山田由香       | 斎藤昭裕          | 斎藤昭裕 | 石川てつや                   | 光牙鳳凰レックウマル                       | 5月12日       |
| 36   | ハガクレ、愛を取り戻せ!                                    | あみやまさはる | 馬引圭            | 馬引圭   | 石田智子                     | 疾風の双刃カムイ・ハヤテ                   | 5月19日       |
| 37   | 王者はどっちだ!!闇龍VS黒皇機獣!                            | 神山修一       | 高橋順            | 高橋順   | 稲吉朝子                     | フレイムディザスター                       | 5月26日       |
| 38   | ヤイバが見た夢 白夜王対闇の黄色                            | 神山修一       | 誉田晶子          | 誉田晶子 | 長生中                       | ダーク・バイソン                           | 6月2日        |
| 39   | 神話の時代 スピリットたちの雄叫び                          | 冨岡淳広       | 中島大輔          | 中島大輔 | 豊田暁子 丸尾一              | 黒皇機獣ダークネス・グリフォン             | 6月9日        |
| 40   | その男、ガルドス 邪悪の告白                                | 冨岡淳広       | 池野昭二          | 池野昭二 | 久行宏和                     | 黒剣竜レックスビート・ザウラー             | 6月23日       |
| 41   | さようならスオウ 蘇れライトニング・シオン                  | あみやまさはる | 工藤寛顕          | 工藤寛顕 | 波風立志                     | 白蛇帝アルデウス・ヴァイパー               | 6月30日       |
| 42   | ツルギVSスオウ!龍輝神シャイニング・ドラゴン・オーバーレイ! | 山田由香       | 馬引圭            | 馬引圭   | 杉井剛                       | 龍輝神シャイニング・ドラゴン・オーバーレイ | 7月7日        |
| 43   | 光と闇の儀式 裁きの神剣招来!                               | 冨岡淳広       | 齋藤昭裕          | 齋藤昭裕 | 鈴木幸江                     | シャドー・アルデウス                       | 7月14日       |
| 44   | 神VS人 裁きの神剣起動!                                     | 冨岡淳広       | 高橋順            | 高橋順   | 長生中                       | 紫電の霊剣ライトニング・シオン             | 7月21日       |
| 45   | 反撃のソードアイズ ガルドスを倒せ!                         | 神山修一       | 中島大輔          | 中島大輔 | 石田智子                     | ソウエン・ドラグーン                       | 7月28日       |
| 46   | 神の罰!?ハガクレVSキザクラ                                 | 山田由香       | 誉田晶子          | 誉田晶子 | 丸尾一 豊田暁子              | 光の天使ダリエル                           | 8月4日        |
| 47   | 俺の言葉を聞け!ツルギ対ヤイバ                              | あみやまさはる | 池野昭二          | 池野昭二 | 稲吉朝子                     | 聖剣連山                                   | 8月11日       |
| 48   | 夢かなう世界へ ブリンガーMk-3出撃!                         | 冨岡淳広       | 工藤寛顕          | 工藤寛顕 | 波風立志 尾形健一郎 菊地功一 | 龍輝神シャイニング・ドラゴン・オーバーレイ | 8月18日       |
| 49   | 神を撃つ ソードアイズデッキ峻烈!                           | 冨岡淳広       | 馬引圭            | 馬引圭   | 久行宏和                     | 断罪の滅龍ジャッジメント・ドラゴニス       | 9月1日        |
| 50   | 人、作りし神話                                             | 冨岡淳広       | 齋藤昭裕          | 齋藤昭裕 | 鈴木幸江 稲吉智重 稲吉朝子   | -                                          | 9月8日        |

特番などによる放送休止は以下の通り。
- 12月30日…各局別特別番組放送のため[注 16]。
- 6月16日…「第113回全米オープンゴルフ 第3日目」のため休止。
- 8月25日…『スーパーヒーロー&ヒロイン夏休みスペシャル 仮面ライダー×スーパー戦隊 スーパーヒーロー大戦』のため休止。

## 漫画版
最強ジャンプ2012年9月～2013年8月号連載、一式まさと作画。全3巻。
アニメ版との相違点
- ツルギの好物が、ハンバーガーになっている。これは前作の主人公、ハジメの好物のふりかけご飯からのオマージュ。
- ブリンガーがツルギを殴る。
- タカトたちは登場しない。
- ヤイバのコアトルーパーはマント付き。
- コーネル、ゴーディ、アマレロ、ガルドスとのバトルがない。
- 伝説の緑の剣を持つと呼ばれる山がウィリディス山となっている。
- 所々に「最強ジャンプ」との関連がある。
- スオウの登場時期がハクアよりも遅い。
- ライトニング・シオンはリローヴが所持している。
- ガルドスは黒幕ではなく、普通の人間にして忠臣。
- スオウは最後にソードアイを宿すが、元の人格ではなく、素直な良い子のまま。
- ツルギが次代のアトランティア王になる。